# 小熊誠
小熊 誠（おぐま まこと、1954年 - ）は、民俗学者、文化人類学者。神奈川大学名誉教授、元神奈川大学学長、神奈川大学国際日本学部教授。専門は沖縄、中国研究。

## 来歴
神奈川県横浜市に生まれる。神奈川県立横浜翠嵐高等学校を経て、1978年に筑波大学第一学群人文学類を卒業した。引き続き同大学院に進み、1981年に地域研究研究科修士課程を修了した。1984年に同博士課程を単位取得で満期退学する。
1990年、沖縄国際大学文学部助教授となり、1993年に教授に昇格した（2001年より総合文化学部教授）。
2009年、神奈川大学外国語学部教授に移る。2020年、同国際日本学部教授となる。
2021年、筑波大学より博士（文学）の学位を取得した。2022年4月より神奈川大学学長に就任した。
2025年3月、神奈川大学定年退職、学長も退職。名誉教授となる。

## 著書
- 『日本の民俗12　南東の暮らし』（古家信平、萩原左人と共著）吉川弘文館、2009年
- 『「境界」を越える沖縄　人・文化・民俗』森話社、2016年

## 論文
- cinii